# Michel Marc Bouchard

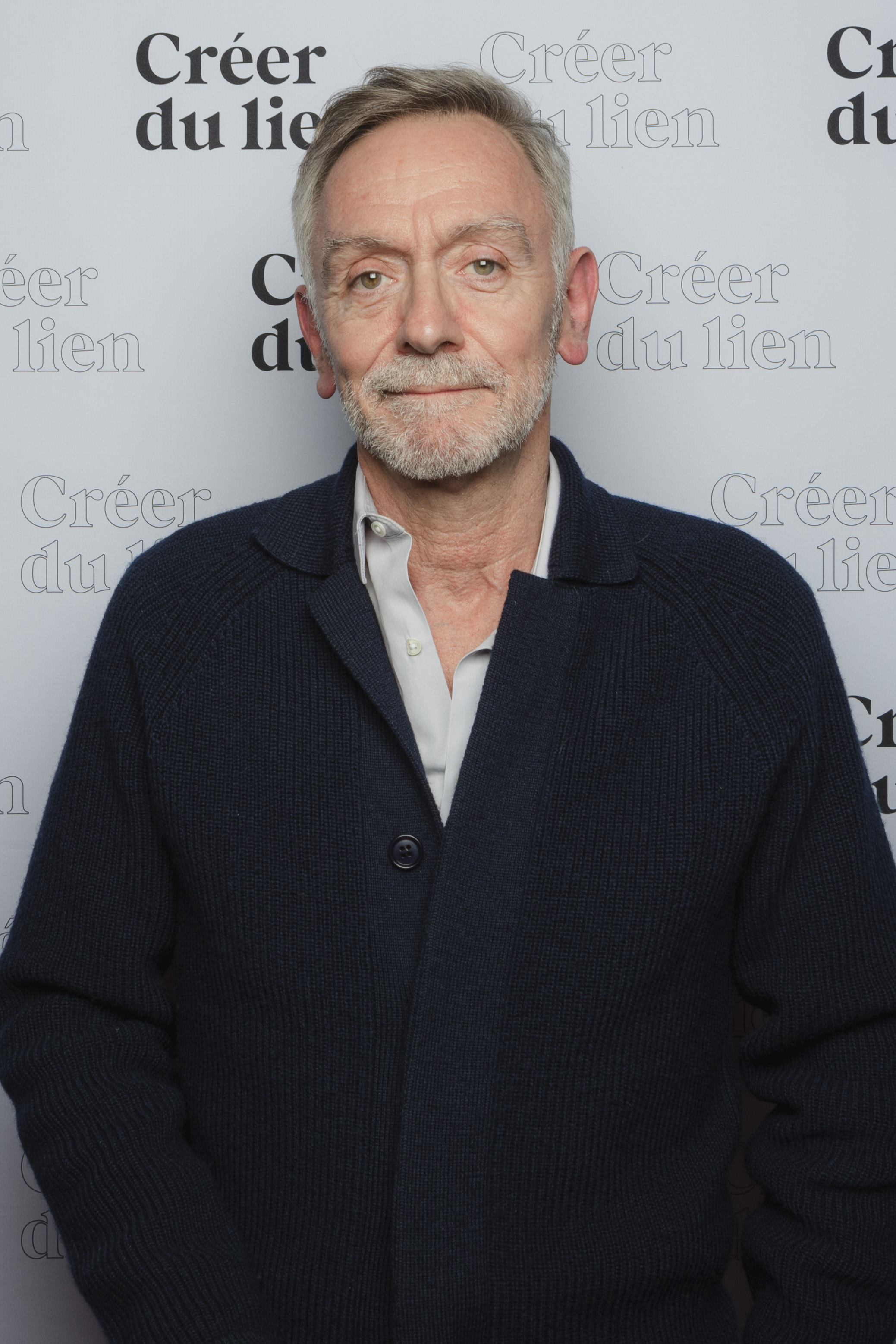
Michel Marc Bouchard (2022)

Michel Marc Bouchard (* 2. Februar 1958 in Saint-Cœur-de-Marie) ist ein kanadischer Dramatiker.
Bouchard studierte Theaterwissenschaft an der Universität Ottawa und arbeitete danach als Dramaturg an verschiedenen französischsprachigen Theatern in Ontario. Als Autor debütierte er mit dem Stück Les Porteurs d'eau, das 1981 am Théâtre du Nouvel-Ontario in Sudbury uraufgeführt wurde.
Sein erfolgreichstes Stück war Les Feluettes (in englischer Übersetzung unter dem Titel Lilies) aus dem Jahr 1987, das als bedeutendes Werk des modernen kanadischen Theaters gilt und mit dem Dora Mavor Moore Award und dem Chalmers Award for Best Play 1991 ausgezeichnet wurde. Es wurde mit großem Erfolg am National Arts Center in Ottawa, in Frankreich, Italien, Holland, Mexiko und Uruguay aufgeführt und 1998 verfilmt. Insgesamt veröffentlichte Bouchard mehr als 20 Theaterstücke.
Von 1989 bis 1991 war er künstlerischer Leiter des Trillium Theatre in Ottawa, danach wurde er Vizepräsident des Théâtre d'Aujourd'hui in Montreal.
Sein Stück Tom à la ferme wurde 2014 in der Kategorie LGBT Drama mit dem Lambda Literary Award ausgezeichnet.

## Werke
- Mortadelle, 1977–79
- Angélus, 1977–79
- Dans les bras de Morphée Tanguay, 1977–79
- La Contre-Nature de Chrysippe Tanguay, écologiste, 1980 (UA 1983)
- Les Porteurs d'eau, 1982
- La Poupée de Pélopia, 1985
- Les Feluettes ou la répétition d'un drame romantique 1987 (engl. Lilies; span. Los Endebles; preisgekrönt, verfilmt)
- Les Muses orphelines. 1988
  - Die verwaisten Musen. Autorenagentur, 1996. Wieder: Übers. Frank Heibert, Die verlassenen Musen, in Anders schreibendes Amerika. Literatur aus Québec. Hgg. Lothar Baier, Pierre Filion. Das Wunderhorn, Heidelberg 2000, S. 216–222
- Soirée bénéfice pour ceux qui ne seront pas là en l'an 2000! 1990
- Les Grandes chaleurs. (Heat Waves) Komödie, 1991
- L'Histoire de l'oie. (The Tale of Teeka) 1991 (Aufführungen auch in Japan, Australien, Mexiko, BRD[1])
- Les Papillons de nuit. (Night Butterflies) Komödie, 1992
- Le Désir, Komödie, 1995
- Le Voyage du couronnement. (The Coronation Voyage) 1995
- Pierre et Marie... et le démon, Komödie, 1997
- Le Chemin des passes dangereuses, 1998
- Sous les regard des mouches, 2000
- Le Peintre des madones (The Madonna Painter), 2002
- Les Manuscrits du déluge (Written on water), 2003
- Des Yeux de verre (Something In Their Eyes), 2007
- Les Aventures d'un Flo! 2007
- Tom à la ferme, 2010, verfilmt 2013 dt. Sag nicht, wer du bist!
- La nuit ou laurier gaudreault s'est reveille, verfilmt 2022 dt. Die Nacht, als Laurier erwachte